# Декларация СССР об объявлении войны Финляндии (1939)

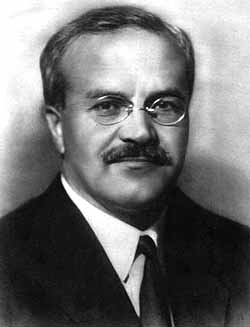
Нарком иностранных дел СССР Вячеслав Молотов

СССР вошёл в состояние войны с Финляндией с 8:00 утра по московскому времени 30 ноября 1939 года. Это произошло в результате срыва договорённостей относительно переноса государственной границы на более отдалённое расстояние от Ленинграда и инцидента вблизи деревни Майнило 26 ноября того же года.

## Предшествующие обстоятельства
20 июля 1939 года правительство Финляндии объявило, что отказывается от всякого сотрудничества с СССР в случае агрессии со стороны Германии против Финляндии и будет рассматривать любую помощь СССР как агрессию.
24 августа 1939 Германия и СССР заключили Договор о ненападении между Германией и Советским Союзом, получивший известность как Пакт Молотова — Риббентропа. Согласно данным секретного протокола к пакту, Финляндия входила в сферу влияния СССР.
С 19 сентября 1939 года советскими пограничниками было отмечено усиление охраны границы против участка Карельского погранотряда (усиление наблюдения финской погранохраны за территорией СССР, снабжение финских погранпостов оружием и боеприпасами), прибытие в район Питкяранта и Салми до полка полевых войск и одной самокатной роты финской армии.
5 октября 1939 года правительство СССР начало переговоры с Финляндией об изменении государственной границы. В обмен на передачу территории на Карельском перешейке СССР предложил вдвое большую территорию в Восточной Карелии, которая фактически не была заселена. Однако финны отказались заключать соглашение и в ноябре 1939 года переговоры были прерваны. В то же время осенью 1940 года была создана «Национал-социалистическая рабочая организация». Во время переговоров, немецкий посланник в Финляндии Блюхер от имени немецкого правительства потребовал от министра иностранных дел Финляндии Эркко не допустить соглашения с СССР
26 ноября 1939 неподалёку от деревни Майнила произошёл артиллерийский обстрел. По финской версии, артобстрел произвели советские войска по своим же частям для создания образа провокации. По версии СССР, артобстрел произвели финны по советской территории. 28 ноября СССР денонсировал договор о ненападении с Финляндией, а на следующий день разорвал дипломатические отношения с последней.

## Текст заявления
РЕЧЬ ПО РАДИО ПРЕДСЕДАТЕЛЯ СОВЕТА НАРОДНЫХ КОМИССАРОВ СССР ТОВ. В. М. МОЛОТОВА 29 НОЯБРЯ 1939 Г.

Граждане и гражданки Советского Союза!

Враждебная в отношении нашей страны политика нынешнего правительства Финляндии вынуждает нас принять немедленные меры по обеспечению внешней государственной безопасности.

Вы знаете, что в течение двух последних месяцев Советское правительство терпеливо вело переговоры с финляндским правительством о предложениях, которые, в современной тревожной международной обстановке, оно считало минимальными для обеспечения безопасности страны и особенно для безопасности Ленинграда. Финляндское правительство заняло в этих переговорах непримиримо враждебную к нашей стране позицию. Вместо того, чтобы дружественным образом найти почву для соглашения, нынешние финляндские правители, в угоду иностранных империалистов и поджигателей вражды к Советскому Союзу, пошли по другому пути. Несмотря на все сделанные нами уступки, переговоры окончились безрезультатно.

Теперь известно, к чему это привело.

В последние дни на советско-финляндской границе начались возмутительные провокации финляндской военщины, вплоть до артиллерийского обстрела наших воинских частей под Ленинградом, приведшего к тяжелым жертвам в красноармейских частях. Попытки нашего правительства практическими предложениями, обращенными к финляндскому правительству, предупредить повторение этих провокаций, не только не встретили поддержки, но снова натолкнулись на враждебную политику правящих кругов Финляндии. На наши предложения, как вы знаете из вчерашней ноты Советского правительства, они ответили враждебным отказом и нахальным отрицанием фактов, издевательским отношением к понесенным нами жертвам, неприкрытым стремлением и впредь держать Ленинград под непосредственной угрозой своих войск.

Все это окончательно показало, что нынешнее финляндское правительство, запутавшееся в своих антисоветских связях с империалистами, не хочет поддерживать нормальных отношений с Советским Союзом. Оно продолжает занимать враждебную позицию в отношении нашей страны и не хочет считаться с требованиями заключенного между нашими странами пакта ненападения, желая держать наш славный Ленинград под военной угрозой. От такого правительства и его безрассудной военщины можно ждать теперь лишь новых наглых провокаций.

Поэтому Советское правительство вынуждено было вчера заявить, что отныне оно считает себя свободным от обязательств, взятых на себя в силу пакта о ненападении, заключенного между СССР и Финляндией и безответственно нарушаемого правительством Финляндии.

Ввиду новых фактов нападения финляндских воинских частей на советские войска у советско-финляндской границы, правительство вынуждено теперь принять новые решения.

Правительство не может больше терпеть создавшегося положения, ответственность за которое полностью ложится на правительство Финляндии.

Правительство пришло к выводу, что больше оно не может поддерживать нормальных отношений с правительством Финляндии и потому признало необходимым немедленно отозвать из Финляндии своих политических и хозяйственных представителей.

Правительство дало, вместе с тем, распоряжение Главному Командованию Красной Армии и Военно-Морского Флота – быть готовым ко всяким неожиданностям и немедленно пресекать возможные новые вылазки со стороны финляндской военщины.

Враждебная нам иностранная пресса утверждает, что принимаемые нами меры преследуют цели захвата или присоединения к СССР финляндской территории. Это – злостная клевета. Советское правительство не имело и не имеет таких намерений. Больше того. При наличии дружественной политики со стороны самой Финляндии в отношении Советского Союза, Советское правительство, всегда стремившееся к дружественным отношениям с Финляндией, было бы готово пойти ей навстречу по части территориальных уступок со стороны СССР. При этом условии Советское правительство было бы готово благоприятно обсудить даже такой вопрос, как вопрос о воссоединении карельского народа, населяющего основные районы нынешней Советской Карелии, с родственным ему финским народом в едином и независимом финляндском государстве. Для этого, однако, необходимо, чтобы правительство Финляндии занимало в отношении СССР не враждебную, а дружественную позицию, что соответствовало бы кровным интересам обоих государств.

Другие утверждают, что проводимые нами меры направлены против независимости Финляндии или на вмешательство в ее внутренние и внешние дела. Это – такая же злостная клевета. Мы считаем Финляндию, какой бы там режим не существовал, независимым и суверенным государством во всей ее внешней и внутренней политике. Мы стоим твердо за то, чтобы свои внутренние и внешние дела решал сам финляндский народ, как это он сам считает нужным. Народы Советского Союза сделали в свое время то, что нужно было для создания независимой Финляндии. Народы нашей страны готовы и впредь оказать помощь финляндскому народу в обеспечении его свободного и независимого развития.

Советский Союз не имеет также намерений ущемить в какой-либо мере интересы других государств в Финляндии. Вопросы взаимоотношений между Финляндией и другими государствами являются делом исключительно самой Финляндии, и Советский Союз не считает себя вправе вмешиваться в это дело.

Единственной целью наших мероприятий является – обеспечение безопасности Советского Союза и особенно Ленинграда с его трех с половиной миллионным населением. В современной накаленной войною международной обстановке решение этой жизненной и неотложной задачи государства мы не можем поставить в зависимость от злой воли нынешних финляндских правителей. Эту задачу придется решить усилиями самого Советского Союза в дружественном сотрудничестве с финляндским народом.

Мы не сомневаемся, что благоприятное разрешение задачи обеспечения безопасности Ленинграда послужит основой нерушимой дружбы между СССР и Финляндией.
Утром 30 ноября советские войска без объявления войны перешли границу с Финляндией на Карельском перешейке и в ряде других районов, и подвергли бомбардировке Хельсинки, началась «Зимняя война».